# Trigonella falcata
Trigonella falcata är en ärtväxtart som beskrevs av Isaac Bayley Balfour. Trigonella falcata ingår i släktet trigonellor, och familjen ärtväxter. IUCN kategoriserar arten globalt som otillräckligt studerad. Inga underarter finns listade i Catalogue of Life.